# Tympanophyllum atroterminatum
Tympanophyllum atroterminatum är en insektsart som först beskrevs av Brunner von Wattenwyl 1895.  Tympanophyllum atroterminatum ingår i släktet Tympanophyllum och familjen vårtbitare. Inga underarter finns listade i Catalogue of Life.